# Daniela Castrignanò
Daniela Castrignanò (Lecce, 11 dicembre 1980) è un'ex taekwondoka italiana.

## Biografia
Nata a Lecce nel 1980, inizia a praticare il taekwondo a 10 anni.
Ottiene i primi risultati importanti già a 16 anni, nel 1996, quando vince il bronzo sia agli Europei giovanili di Zagabria sia ai Mondiali giovanili di Barcellona, entrambi nella categoria +67 kg (pesi massimi).
L'anno successivo inizia a gareggiare tra i senior, diventando nel contempo campionessa europea giovanile dei pesi massimi a Patrasso, in Grecia.
Proprio a Patrasso, 3 anni dopo, ha ottenuto un argento agli Europei, il primo tra i senior, battuta in finale dalla russa Marija Konjachina nei +72 kg.
A 23 anni ha partecipato ai Giochi olimpici di Atene 2004, nei +67 kg, fermandosi ai quarti di finale del tabellone principale, battuta dalla francese Myriam Baverel, poi argento, e in semifinale nel ripescaggio, sconfitta dalla brasiliana Natália Falavigna.
Nel 2007 ha ottenuto un bronzo mondiale a Pechino, dove si è fermata in semifinale nei +72 kg, battuta dall'atleta di casa Chen Zhong, campionessa olimpica a Sydney 2000 e Atene 2004.
L'anno successivo ha invece vinto, 8 anni dopo, un altro argento europeo, a Roma, nei +72 kg, dove è stata sconfitta in finale dalla svedese Karolina Kedzierska.
In carriera ha ottenuto anche un bronzo in Coppa del Mondo nel 2002, un bronzo ai Mondiali studenteschi nel 2004, un oro ai Mondiali militari nel 2008 e un bronzo ai giochi militari nel 2011.
Dopo il ritiro ha aperto una sua palestra ed è diventata allenatrice.

## Palmarès

### Campionati mondiali
- 1 medaglia:
  - 1 bronzo (+72 kg a Pechino 2007)

### Campionati europei
- 2 medaglie:
  - 2 argenti (+72 kg a Patrasso 2000, +72 kg a Roma 2008)